# Priscila Sol
Priscila Moura Faria, mais conhecida pelo nome artístico Priscila Sol (São Paulo, 14 de abril de 1980), é uma atriz brasileira. Ficou conhecida popularmente pelo papel da doce e romântica Thelma Paixão em Viver a Vida. Em 2016, se destacou ao interpretar a doce e divertida Tia Perucas em Carinha de Anjo, no SBT.

## Filmografia

### Televisão
| Ano     | Título                  | Personagem                     | Nota                     | Ref.        |
| ------- | ----------------------- | ------------------------------ | ------------------------ | ----------- |
| 2008    | Água na Boca            | Renée                          |                          | [ 1 ]       |
| 2009    | Descolados              | Clara                          |                          | [ 2 ]       |
| 2009-10 | Viver a Vida            | Thelma Paixão                  |                          | [ 3 ]       |
| 2012-13 | Lado a Lado             | Sandra Praxedes                |                          | [ 2 ]       |
| 2014    | A Segunda Vez           | Ariela                         |                          | [ 4 ] [ 5 ] |
| 2014    | O Negócio               | Falsa Karin                    | Episódio: "Pirataria"    | [ 6 ]       |
| 2016    | Lili, a Ex              | Renata                         | Episódio: "Over-Ex-Dose" | [ 7 ]       |
| 2016-18 | Carinha de Anjo         | Estefânia Lários (Tia Perucas) |                          | [ 8 ] [ 9 ] |
| 2019    | Ninguém Tá Olhando      | Débora (jovem)                 | Episódio: "(Des)crenças" | [ 10 ]      |
| 2023    | Marcelo Marmelo Martelo | Laura Marmelo                  |                          | [ 11 ]      |

### Cinema
| Ano  | Título                        | Personagem | Nota           | Ref.          |
| ---- | ----------------------------- | ---------- | -------------- | ------------- |
| 2007 | O Magnata                     | Rê         |                | [ 12 ]        |
| 2010 | E o Sol Brilhou sobre o Verde | Manu       |                | [ 13 ]        |
| 2012 | Lost Night                    | Patricia   | Curta-metragem | [ 14 ]        |
| 2014 | Apneia                        | Katy       |                | [ 15 ] [ 16 ] |
| 2014 | Catarse                       | Amanda     | Curta-metragem | [ 17 ]        |
| 2015 | Luz                           | Marina     | Curta-metragem | [ 18 ]        |
| 2017 | Laura                         | Laura      |                | [ 19 ]        |

### Vídeos musicais
| Ano  | Título    | Cantor           | Ref.   |
| ---- | --------- | ---------------- | ------ |
| 2015 | "Me Leva" | Marjorie Estiano | [ 20 ] |

## Teatro
| Ano  | Título                    | Personagem | Ref.   |
| ---- | ------------------------- | ---------- | ------ |
| 2014 | Me segura, senão eu pulo! | Soninha    | [ 21 ] |
| 2014 | A Minha Primeira Vez      |            | [ 22 ] |
| 2022 | O Último Mafagafo         | Thaís      | [ 23 ] |

## Prêmios e indicações
| Ano  | Prêmio                 | Categoria                | Trabalho indicado | Resultado | Ref.   |
| ---- | ---------------------- | ------------------------ | ----------------- | --------- | ------ |
| 2017 | Prêmio Contigo! Online | Melhor Atriz Coadjuvante | Carinha de Anjo   | Venceu    | [ 24 ] |
| 2018 | Troféu Internet        | Melhor Atriz             | Carinha de Anjo   | Indicada  |        |